# Arthez-de-Béarn
Arthez-de-Béarn település Franciaországban, Pyrénées-Atlantiques megyében. Lakosainak száma 1829 fő (2022. január 1.). Arthez-de-Béarn Mont, Argagnon, Mesplède, Hagetaubin, Pomps, Castillon (Arthez-de-Béarn kanton), Lacq és Balansun községekkel határos.

## Népesség
A település népességének változása:
| Lakosok száma | 1759 | 1839 | 1855 | 1922 | 1862 | 1849 | 1835 | 1829 | 1829 | 1829 |
|               | 2008 | 2013 | 2015 | 2016 | 2017 | 2018 | 2019 | 2020 | 2021 | 2022 |